# Dustin Colquitt
Dustin Farr Colquitt (* 6. Mai 1982 in Knoxville, Tennessee) ist ein ehemaliger US-amerikanischer American-Football-Spieler auf der Position des Punters. Er spielte von 2005 bis 2019 für die Kansas City Chiefs, mit denen er den Super Bowl LIV gewann, in der National Football League (NFL). Danach spielte  er noch für die Pittsburgh Steelers, Jacksonville Jaguars, Atlanta Falcons und Cleveland Browns.

## Frühe Jahre
Colquitt ging auf die High School in seiner Geburtsstadt Knoxville, Tennessee, wo er neben American Football auch Fußball spielte. Später ging er auf die University of Tennessee.

## NFL
Dustin Colquitt wurde im NFL-Draft 2005 in der dritten Runde an 99. Stelle von den Kansas City Chiefs ausgewählt. Bereits in seinem ersten Jahr wurde er zum startenden Punter bestimmt. 2012 wurde er zum ersten Mal in den Pro Bowl gewählt. In dieser Saison stellte er auch seinen persönlichen Raumgewinnrekord je Punt auf (46,8 Yards). Am 5. März 2013 unterschrieb Colquitt einen Fünfjahresvertrag über 18,75 Millionen US-Dollar (8,9 Millionen US-Dollar garantiert) bei den Chiefs, was ihn zum bestbezahlten Punter der NFL machte. Nach der Saison 2019 gewann er mit den Chiefs den Super Bowl LIV.
Am 28. April 2020 entließen die Chiefs Colquitt. Er hält den Franchise-Rekord für die meisten absolvierten Spiele für die Chiefs (238).
Die Pittsburgh Steelers nahmen Colquitt am 7. September 2020 unter Vertrag. Am 23. Oktober wurde Colquitt nach fünf Spielen von den Steelers entlassen. Nach kurzer Zeit im Practice Squad der Tampa Bay Buccaneers nahmen die Jacksonville Jaguars Colquitt für das letzte Saisonspiel unter Vertrag, da ihr etatmäßiger Punter wegen eines positiven Tests auf COVID-19 ausgefallen war. Am 7. Januar 2021 wurde Colquitt in den Practice Squad der Kansas City Chiefs aufgenommen. Vor dem dritten Spieltag der Saison 2021 nahmen die Atlanta Falcons Colquitt für ihren Practice Squad unter Vertrag. Nach dem verletzungsbedingten Ausfall von Cameron Nizialek wurde er in den aktiven Kader befördert. Nachdem Colquitt zwei Spiele wegen COVID-19 verpasst hatte, behielt sein Ersatzmann Thomas Morstead den Job, woraufhin Colquitt entlassen wurde. Daraufhin verpflichteten die Cleveland Browns ihn.

## Persönliches
Colquitt stammt aus einer Familie, welche schon viele Punter in der NFL hervorbrachte. Sein Vater Craig Colquitt gewann mit den Pittsburgh Steelers zwei Mal den Super Bowl, sein jüngerer Bruder Britton Colquitt spielte ab 2009 als Punter in der NFL, auch sein Onkel Jimmy Colquitt war 1985 für eine Saison Punter bei den Seattle Seahawks.